# 1996年美國
|        | 美國歷史 \| 美國歷史年表                                                                                                   |
| 世紀： | 19世紀美國 \| 20世紀美國 \| 21世紀美國                                                                                     |
| 年代： | 1960年代美國 \| 1970年代美國 \| 1980年代美國 \| 1990年代美國 \| 2000年代美國 \| 2010年代美國 \| 2020年代美國               |
| 年份： | 1992年美國 \| 1993年美國 \| 1994年美國 \| 1995年美國 \| 1996年美國 \| 1997年美國 \| 1998年美國 \| 1999年美國 \| 2000年美國 |
| 紀年： | 美国独立220周年 |

## 聯邦政府

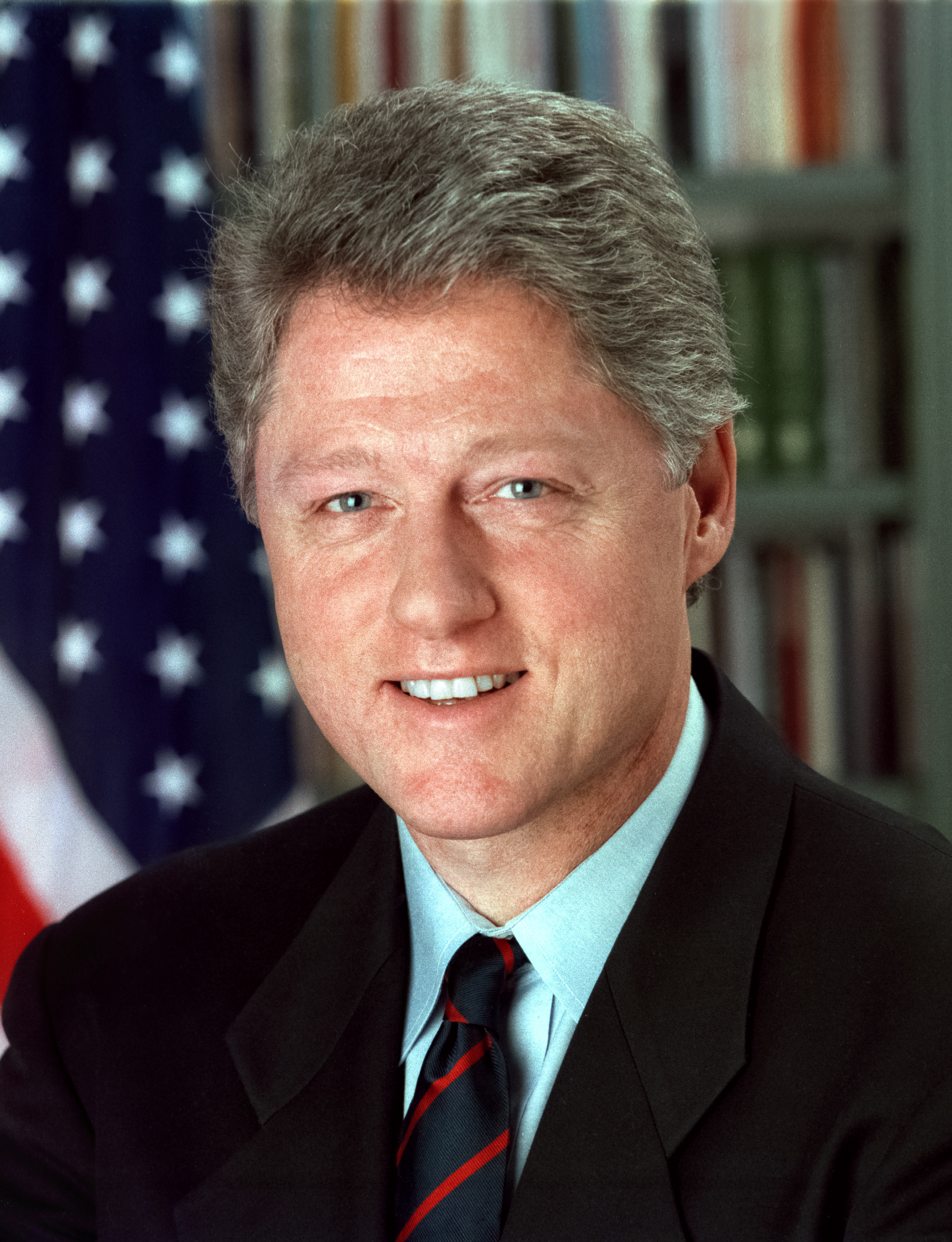
總統：比尔·克林顿
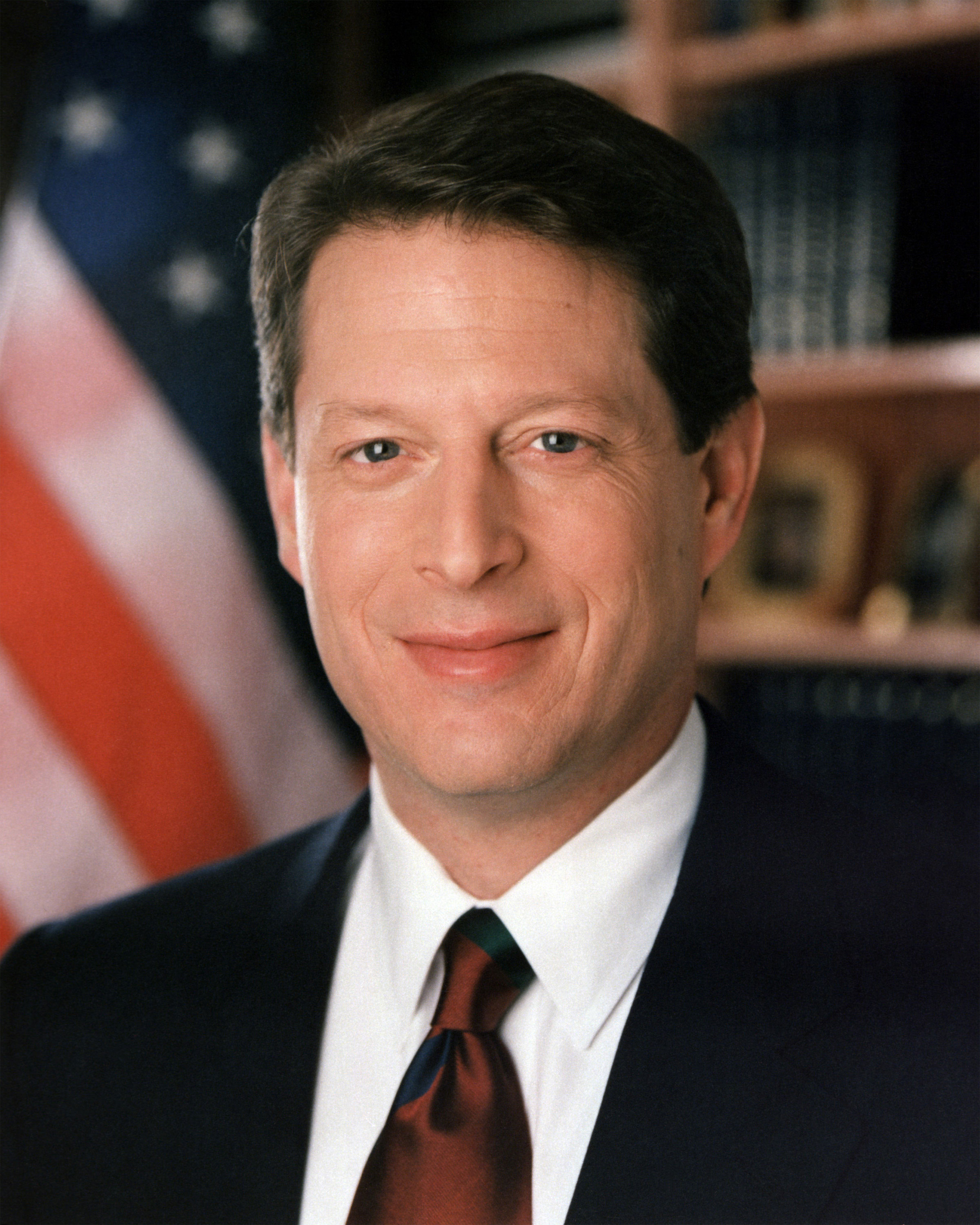
副總統：阿尔·戈尔
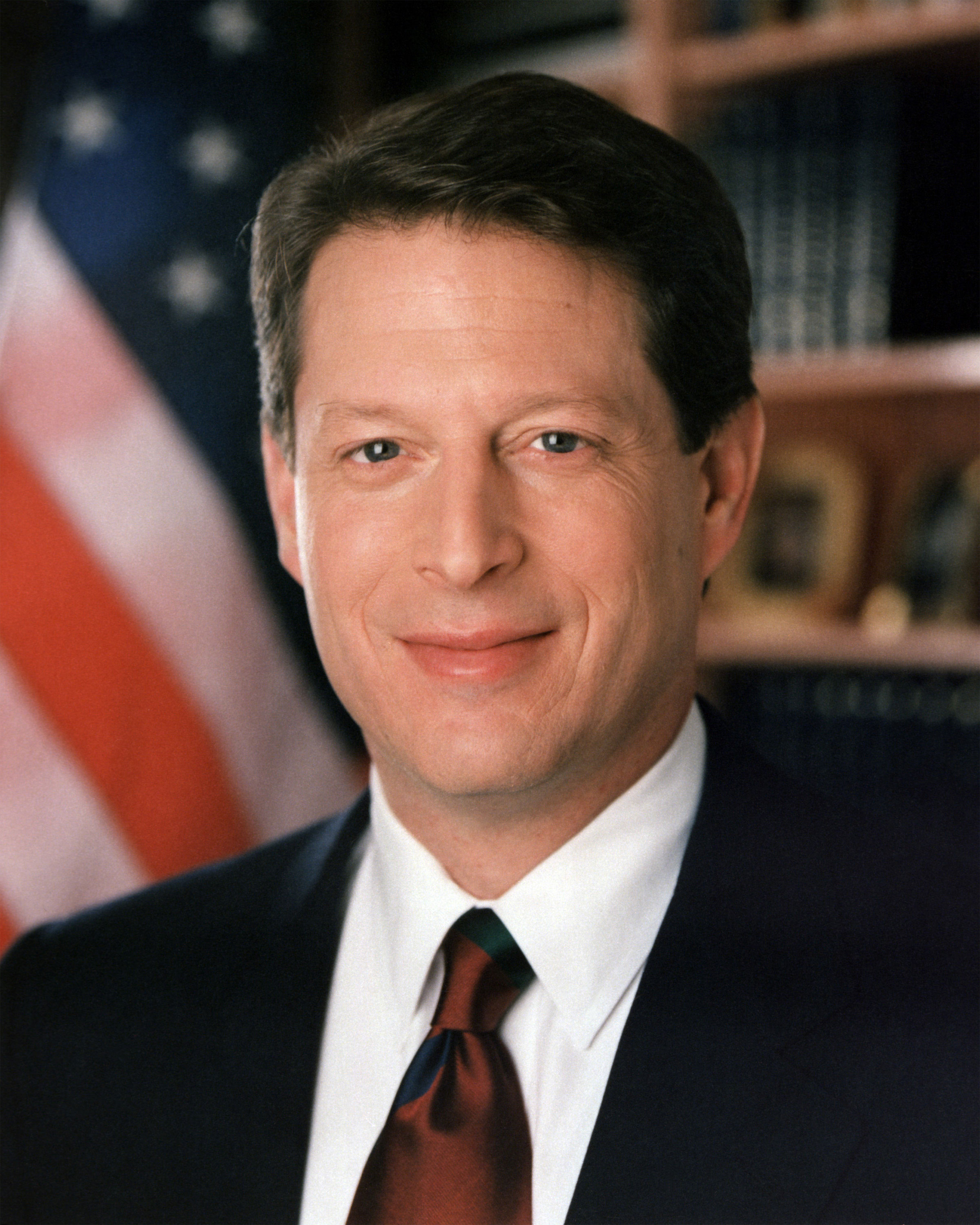
參議院議長：艾爾·高爾（副總統兼任）
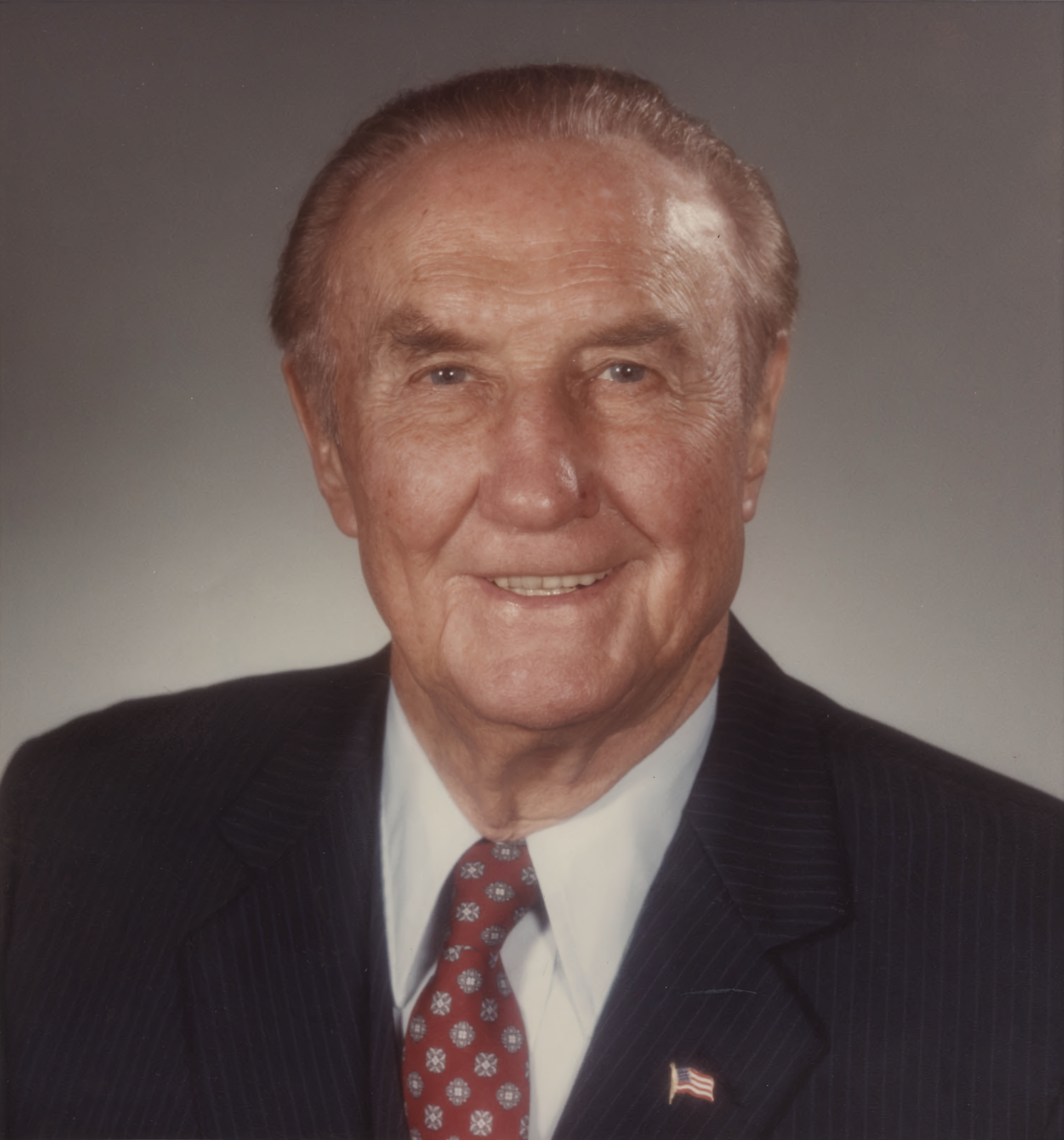
參議院臨時議長：斯特罗姆·瑟蒙德
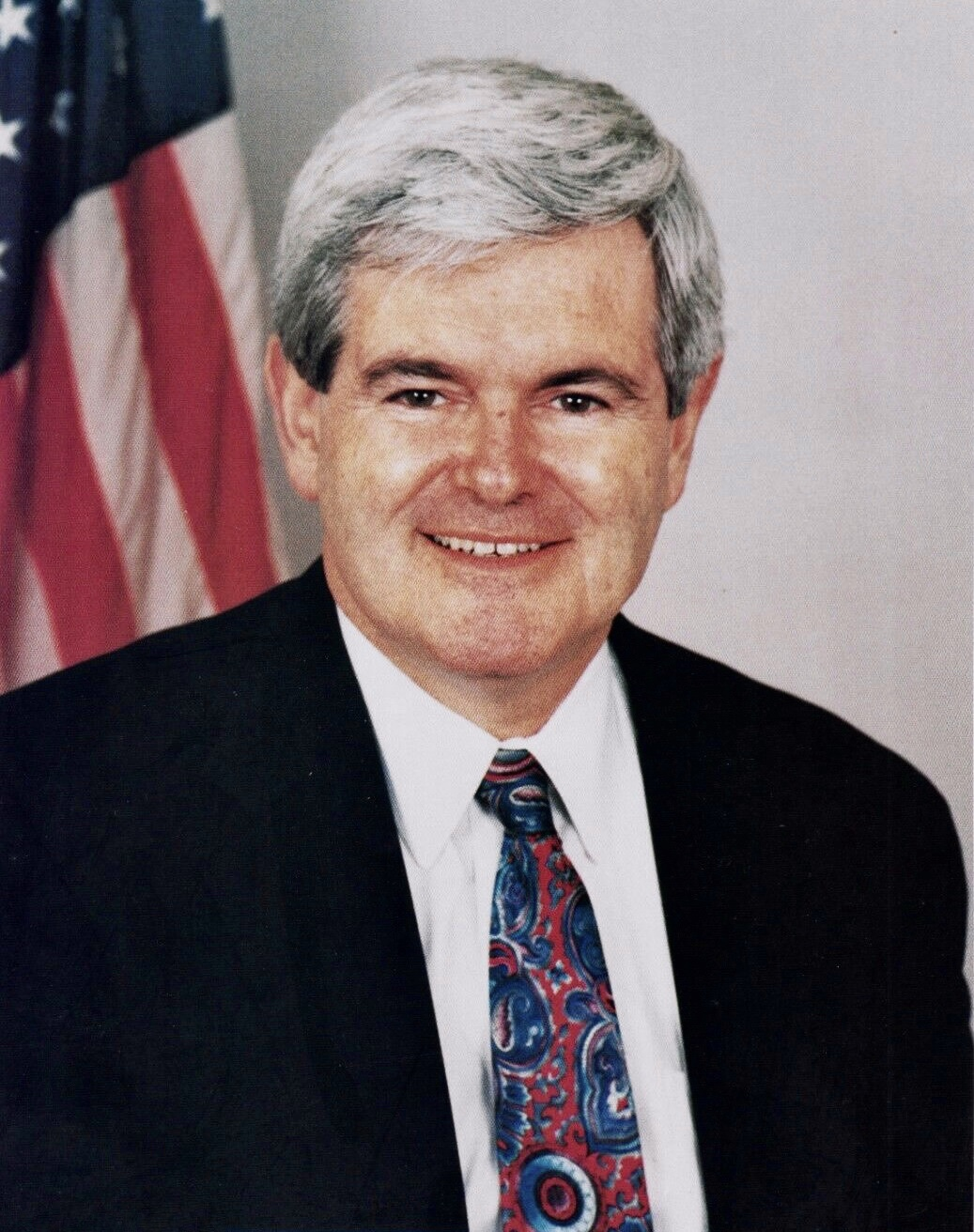
眾議院議長：紐特·金里奇
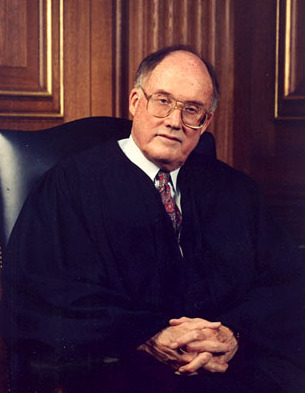
首席大法官：威廉·伦奎斯特

## 大事記

### 3月
- 3月11日——因應「臺灣海峽飛彈危機」，美國派遣尼米茲號與獨立號航空母艦前往赴台灣東方海域。

### 4月
- 4月3日——美國空軍IFO21號班機在嘗試降落克羅地亞杜布羅夫尼克機場時墜毀於附近山腰，造成飛機上包括美國商務部部長朗奴·布朗在內的35人罹難。
- 4月28日——美國總統克林頓為白水事件進行4.5 小時的作供。

### 6月
- 6月25日——沙特阿拉伯美軍基地遭恐怖襲擊，20死亡，372人受傷。

### 7月
- 7月17日——美國環球航空800號班機在紐約外海爆炸，230人罹難。
- 7月19日——第26屆夏季奧林匹克運動會在美國亞特蘭大開幕。
- 7月27日——亚特兰大的奥林匹克公园发生爆炸案，造成1人死亡，111人受傷。

### 9月
- 9月7日——美國杜魯門號航空母艦完工下水。

### 10月
- 10月22日——美國公佈北約東擴時間表。
- 10月26日——亞特蘭大奧運會爆炸案嫌疑犯無罪獲釋。

### 11月
- 11月5日——比爾·柯林頓在1996年美國總統選舉中連任成功。

### 12月
- 12月5日——奧爾布賴特出任美國首位女國務卿。